# Bella Achmadulina
Bella Achmadulina (ryska: Белла Ахмадулина, tatariska: Белла Әхмәдуллина, Bella Ähmädullina), född 10 april 1937 i Moskva, död 29 november 2010 i Moskva, var en rysk poet, författare och översättare.
Achmadulina jobbade som journalist innan hon påbörjade författarutbildningen vid Gorkijinstitutet i Moskva. Hennes far var tatar, modern hade ryskt och italienskt ursprung.
Hon slog igenom som estradpoet på 1960-talet.
Achmadulina avled den 29 november 2010, efter en tids sjukdom.